# Naval Academy
Naval Academy és una concentració de població designada pel cens dels Estats Units a l'estat de Maryland. Segons el cens del 2000 tenia 4.264 habitants.

## Demografia
Segons el cens del 2000, Naval Academy tenia 4.264 habitants, 249 habitatges, i 225 famílies. La densitat de població era de 2.993,3 habitants per km².
Dels 249 habitatges en un 65,1% hi vivien nens de menys de 18 anys, en un 87,1% hi vivien parelles casades, en un 2,4% dones solteres, i en un 9,6% no eren unitats familiars. En el 7,2% dels habitatges hi vivien persones soles l'1,2% de les quals corresponia a persones de 65 anys o més que vivien soles. El nombre mitjà de persones vivint en cada habitatge era de 3,37 i el nombre mitjà de persones que vivien en cada família era de 3,56.
Per edats la població es repartia de la següent manera: un 8% tenia menys de 18 anys, un 80,5% entre 18 i 24, un 8,8% entre 25 i 44, un 2,4% de 45 a 60 i un 0,3% 65 anys o més.
L'edat mediana era de 21 anys. Per cada 100 dones de 18 o més anys hi havia 436,8 homes.
La renda mediana per habitatge era de 63.333 $ i la renda mediana per família de 63.750 $. Els homes tenien una renda mediana de 6.536 $ mentre que les dones 6.585 $. La renda per capita de la població era d'11.491 $. Cap de les famílies estaven per davall del llindar de pobresa.

## Poblacions més properes
El següent diagrama mostra les poblacions més properes.